# Celaenia atkinsoni
Celaenia atkinsoni är en spindelart som först beskrevs av O. Pickard-Cambridge 1879.  Celaenia atkinsoni ingår i släktet Celaenia och familjen hjulspindlar. Inga underarter finns listade i Catalogue of Life.